# Wadim Lwowitsch Beresinski
Wadim Lwowitsch Beresinski (russisch Вади́м Льво́вич Берези́нский, ukrainisch Вади́м Льво́вич Берези́нський/Wadym Lwowytsch Beresynskyj, englische Transkription Vadim Berezinskii; * 15. Juli 1935 in Kiew; † 23. Juni 1980) war ein ukrainisch-sowjetischer Physiker. 
Beresinski studierte an der Lomonossow-Universität Physik mit dem Abschluss 1959 und wurde 1963 promoviert. Als Doktorand war er am Moskauer Institut für Physikingenieurwesen. Danach war er ab 1963 beim Moskauer Textilinstitut und ab 1968 beim Forschungsinstitut für Wärmekraftanlagen-Messinstrumente in Moskau (НИИтеплоприбор). Ab 1977 war er am Landau-Institut. 
Er führte unabhängig von David J. Thouless und John M. Kosterlitz (und ein Jahr vorher) das Urmodell eines topologischen Phasenübergangs ein, den Kosterlitz-Thouless-Übergang, der auch manchmal zusätzlich nach Beresinski benannt wird. Er benutzte dieses als Modell für dünne Schichten supraflüssigen Heliums (Helium 4).
Außerdem befasste er sich mit supraflüssigem Helium 3, Oberflächen-Plasmonen und Lokalisierung in ungeordneten elektronischen Systemen (wie ungeordneten eindimensionalen Leitern).
Er starb 1980 nach längerer Krankheit.